# Ди Майо, Роберто
Роберто Ди Майо (итал. Roberto Di Maio; 21 сентября 1982, Неаполь) — итальянский и сан-маринский футболист, самый возрастной игрок в истории сборной Сан-Марино.

## Биография

### Клубная карьера
Уроженец Неаполя, большую часть карьеры провёл в клубах низших лиг Италии. После нескольких лет на любительском уровне, в 2004 году подписал контракт с клубом «Сан-Марино», за который выступал во втором и высшем дивизионах профессиональной лиги. Затем отыграл два сезона за клуб «Катандзаро». В 2010 году подписал контракт с командой «Ночерина», с которой в том же сезоне стал победителем третьего дивизиона Италии и вышел в Серию B, где в сезоне 2011/12 сыграл 37 матчей и забил 6 голов, однако сохранить прописку в Серии B не удалось. В дальнейшем выступал за ряд клубов Серии C и D. В сезоне 2017/18 вернулся в клуб «Сан-Марино». В концовке сезона перебрался в клуб из чемпионата Сан-Марино «Ла Фиорита», за который сыграл в финальном матче чемпионата против «Фольгоре/Фальчано» (1:0). Также вместе с командой участвовал в отборочных стадиях еврокубков, выигрывал Кубок и Суперкубок страны. Покинул «Ла Фиориту» после чемпионского сезона 2021/22 и присоединился к другому местному клубу «Космос».

### Карьера в сборной
Ди Майо женился на санмаринке Кристине и начал процесс получения гражданства, который завершился лишь в январе 2023 года, спустя 10 лет после подачи прошения. В марте 2023 года он впервые был вызван в сборную Сан-Марино на отборочные матчи чемпионата Европы 2024 и 23 марта дебютировал за сборную, отыграв весь матч против Северной Ирландии (0:2). На момент выхода на поле, ему было 40 лет, 6 месяцев и 2 дня, что сделало его самым возрастным дебютантом и одновременно самым возрастным игроком в истории сборной. Предыдущий рекорд принадлежал Анди Сельве, который провёл свой последний матч за сборную в возрасте 40 лет и 4 месяцев. Также Ди Майо стал самым возрастным футболистом, который дебютировал за сборную в турнирах под эгидой УЕФА и занял 9 место в списке самых возрастных участников отбора на чемпионат Европы за всю историю.
26 марта в матче против Словении (0:2) Ди Майо вышел на замену после перерыва и отметился автоголом на 60-й минуте.

## Достижения
«Ночерина»
- Победитель Лега про: 2010/11 (группа B)
- Обладатель Суперкубка Серии С: 2011

«Римини»
- Победитель Серии D: 2014/15 (группа D)

«Ла Фиорита»
- Чемпион Сан-Марино: 2017/18, 2021/22
- Обладатель Кубка Титано: 2020/21
- Обладатель Суперкубка Сан-Марино: 2018, 2021